# Stockholms Badmintonklubb
Der Stockholms Badmintonklubb oder kurz Stockholms BK (SBK) ist ein schwedischer Badmintonverein aus Stockholm. Er ist einer der erfolgreichsten Vereine aus der Anfangszeit der Sportart in Schweden. 

## Geschichte
Der Verein wurde 1933 gegründet. Bei den schwedischen Meisterschaften, angefangen von der ersten Austragung in der Saison 1936/1937 bis Mitte der 1960er Jahre war SBK einer der erfolgreichsten Vereine des Landes. Thyra Hedvall, Olle Wahlberg, Märtha Sköld, Berndt Dahlberg und Ingrid Dahlberg erkämpften sich Lorbeeren weit über die Landesgrenzen hinaus. 

## Erfolge
| Saison    | Veranstaltung                     | Disziplin    | Platz | Name                                                      |
| --------- | --------------------------------- | ------------ | ----- | --------------------------------------------------------- |
| 1936/1937 | Schweden: Einzelmeisterschaft     | Dameneinzel  | 1     | Thyra Hedvall (SBK)                                       |
| 1936/1937 | Schweden: Einzelmeisterschaft     | Damendoppel  | 1     | Thyra Hedvall / Märtha Sköld (SBK)                        |
| 1937/1938 | Schweden: Einzelmeisterschaft     | Damendoppel  | 1     | Thyra Hedvall / Märtha Sköld (SBK)                        |
| 1937/1938 | Schweden: Einzelmeisterschaft     | Dameneinzel  | 1     | Thyra Hedvall (SBK)                                       |
| 1937/1938 | Schweden: Einzelmeisterschaft     | Herrendoppel | 1     | Sture Ericsson / Gösta Kjellberg (Brandkåren / SBK)       |
| 1938/1939 | Schweden: Einzelmeisterschaft     | Herrendoppel | 1     | Sture Ericsson / Gösta Kjellberg (Brandkåren / SBK)       |
| 1941/1942 | Schweden: Einzelmeisterschaft     | Herrendoppel | 1     | Sture Ericsson / Gösta Kjellberg (Brandkåren / SBK)       |
| 1942/1943 | Schweden: Einzelmeisterschaft O45 | Herrendoppel | 1     | Ehn / Eriksson (SBK / Eken)                               |
| 1942/1943 | Schweden: Einzelmeisterschaft     | Damendoppel  | 1     | Thyra Hedvall / Märtha Sköld (SBK)                        |
| 1942/1943 | Schweden: Einzelmeisterschaft     | Dameneinzel  | 1     | Thyra Hedvall (SBK)                                       |
| 1943/1944 | Schweden: Einzelmeisterschaft O35 | Mixed        | 1     | Bertil Ostwald / Märtha Sköld (BK Fjäderbollen / SBK)     |
| 1943/1944 | Schweden: Einzelmeisterschaft     | Damendoppel  | 1     | Thyra Hedvall / Märtha Sköld (SBK)                        |
| 1943/1944 | Schweden: Einzelmeisterschaft O35 | Damendoppel  | 1     | Berta Fredén / Märtha Sköld (BK 33 Malmö / SBK)           |
| 1943/1944 | Schweden: Einzelmeisterschaft U19 | Herreneinzel | 1     | Lars Carlsson (SBK)                                       |
| 1944/1945 | Schweden: Einzelmeisterschaft     | Mixed        | 1     | Olle Wahlberg / Thyra Hedvall (SBK)                       |
| 1944/1945 | Schweden: Einzelmeisterschaft     | Herrendoppel | 1     | Nils Jonson / Anders Salén (Eken / SBK)                   |
| 1945/1946 | Schweden: Einzelmeisterschaft O35 | Mixed        | 1     | Olof Persson / Märtha Sköld (Göteborgs BK / SBK)          |
| 1945/1946 | Schweden: Einzelmeisterschaft O35 | Dameneinzel  | 1     | Märtha Sköld (SBK)                                        |
| 1945/1946 | Schweden: Einzelmeisterschaft     | Damendoppel  | 1     | Thyra Hedvall / Märtha Sköld (SBK)                        |
| 1946/1947 | Schweden: Einzelmeisterschaft     | Damendoppel  | 1     | Thyra Hedvall / Märtha Sköld (SBK)                        |
| 1946/1947 | Schweden: Einzelmeisterschaft O35 | Dameneinzel  | 1     | Märtha Sköld (SBK)                                        |
| 1946/1947 | Schweden: Einzelmeisterschaft O35 | Mixed        | 1     | Olof Persson / Märtha Sköld (Göteborgs BK / SBK)          |
| 1948/1949 | Schweden: Einzelmeisterschaft U19 | Damendoppel  | 1     | Elsie Hellmin / Margareta Åvall (SBK)                     |
| 1949/1950 | Schweden: Einzelmeisterschaft O35 | Dameneinzel  | 1     | Thyra Hedvall (SBK)                                       |
| 1949/1950 | Schweden: Einzelmeisterschaft     | Damendoppel  | 1     | Thyra Hedvall / Carin Ternström (SBK / Fjäderbollen)      |
| 1951/1952 | Schweden: Einzelmeisterschaft O35 | Dameneinzel  | 1     | Thyra Hedvall (SBK)                                       |
| 1952/1953 | Schweden: Einzelmeisterschaft O35 | Dameneinzel  | 1     | Thyra Hedvall (SBK)                                       |
| 1953/1954 | Schweden: Einzelmeisterschaft O35 | Herrendoppel | 1     | Sture Eriksson / Gösta Kjellberg (IFK Lidingö / SBK)      |
| 1953/1954 | Schweden: Einzelmeisterschaft O35 | Mixed        | 1     | Sture Eriksson / Thyra Hedvall (IFK Lidingö / SBK)        |
| 1953/1954 | Schweden: Einzelmeisterschaft     | Damendoppel  | 1     | Ingrid Dahlberg / Thyra Hedvall (SBK)                     |
| 1954/1955 | Schweden: Einzelmeisterschaft O35 | Damendoppel  | 1     | Thyra Hedvall / Carin Ternström (SBK / BK Fjäderbollen)   |
| 1955/1956 | Schweden: Einzelmeisterschaft O35 | Mixed        | 1     | Sture Eriksson / Thyra Hedvall (IFK Lidingö / SBK)        |
| 1956/1957 | Schweden: Einzelmeisterschaft     | Mixed        | 1     | Berndt Dahlberg / Ingrid Dahlberg (SBK)                   |
| 1957/1958 | Schweden: Einzelmeisterschaft O35 | Mixed        | 1     | Sture Eriksson / Thyra Hedvall (IFK Lidingö / SBK)        |
| 1957/1958 | Schweden: Einzelmeisterschaft     | Damendoppel  | 1     | Ingrid Dahlberg / Berit Olsson (SBK / BK Aura)            |
| 1958/1959 | Schweden: Einzelmeisterschaft     | Damendoppel  | 1     | Ingrid Dahlberg / Berit Olsson (SBK / BK Aura)            |
| 1959/1960 | Schweden: Einzelmeisterschaft O35 | Damendoppel  | 1     | Thyra Hedvall / Ann-Marie Magnusson (SBK / IFK Lidingö)   |
| 1959/1960 | Schweden: Einzelmeisterschaft     | Herreneinzel | 1     | Berndt Dahlberg (SBK)                                     |
| 1959/1960 | Schweden: Einzelmeisterschaft     | Herrendoppel | 1     | Berndt Dahlberg / Bertil Glans (SBK / Halmstad BK)        |
| 1960/1961 | Schweden: Einzelmeisterschaft     | Damendoppel  | 1     | Berit Olsson / Ingrid Persson (BK Aura / SBK)             |
| 1961/1962 | Schweden: Einzelmeisterschaft O35 | Damendoppel  | 1     | Thyra Hedvall / Britta Mattson (SBK / Göteborgs BK)       |
| 1962/1963 | Schweden: Einzelmeisterschaft     | Herrendoppel | 1     | Berndt Dahlberg / Bertil Glans (SBK / Halmstad BK)        |
| 1963/1964 | Schweden: Einzelmeisterschaft     | Herrendoppel | 1     | Berndt Dahlberg / Bertil Glans (SBK / Halmstad BK)        |
| 1965/1966 | Schweden: Einzelmeisterschaft U19 | Herrendoppel | 1     | Thomas Kihlström / Anders Lindbäck (IFFA / SBK)           |
| 1967/1968 | Schweden: Einzelmeisterschaft O35 | Damendoppel  | 1     | Anne-Marie Magnusson / Ingrid Persson (IFK Lidingö / SBK) |
| 1968/1969 | Schweden: Einzelmeisterschaft O35 | Mixed        | 1     | Berndt Dahlberg / Ingrid Persson (MAI / SBK)              |
| 1969/1970 | Schweden: Einzelmeisterschaft O35 | Damendoppel  | 1     | Elsie Eriksson / Anne-Marie Magnusson (SBK / IFK Lidingö) |
| 1970/1971 | Schweden: Einzelmeisterschaft O35 | Damendoppel  | 1     | Elsie Eriksson / Anne-Marie Magnusson (SBK / IFK Lidingö) |
| 1972/1973 | Schweden: Einzelmeisterschaft O35 | Dameneinzel  | 1     | Elsie Eriksson (SBK)                                      |
| 1972/1973 | Schweden: Einzelmeisterschaft O35 | Damendoppel  | 1     | Elsie Eriksson / Anne-Marie Magnusson (SBK / IFK Lidingö) |
| 1973/1974 | Schweden: Einzelmeisterschaft O35 | Damendoppel  | 1     | Elsie Eriksson / Anne-Marie Magnusson (SBK / IFK Lidingö) |
| 1978/1979 | Schweden: Einzelmeisterschaft O35 | Herrendoppel | 1     | Åke Berglund / Kurt Eriksson (Sydväst / SBK)              |